# Užhorod
Užhorod (ukrajinsky a rusínsky Ужгород / Užhorod; maďarsky Ungvár; německy Ungwar;
v jidiš Ungver; אונגווער ‎
) je město, do roku 2020 oblastního významu, na západní Ukrajině na řece Uh (ukrajinsky Уж/Už), přímo u hranice se Slovenskem. Je hlavním a největším městem Zakarpatské oblasti a okolního Užhorodského rajónu. V roce 2006 mělo město 116 000 obyvatel, v roce 2022 přibližně 115 tisíc obyvatel; je tedy nejen nejzápadnější, ale také nejmenší oblastní metropolí na Ukrajině. Město má dobře rozvinutý průmysl, zastoupený je zejména dřevozpracující, nábytkářský, strojírenský, chemický a potravinářský. Kultura a školství má ve městě bohatou tradici. Nachází se zde několik muzeí, divadlo a od roku 1945 i Užhorodská národní univerzita. Je zde centrum Užhorodské městské komunity a sídlo Eparchie mukačevské.
V Užhorodu končí plynovod Sojuz, který sem přivádí plyn z ruského Orenburgu.

## Název
Název města pochází od řeky Uh (ukrajinsky Уж, rusínsky Уж, maďarsky Ung), nad kterou se vypíná hrad (maďarsky Vár). Odtud byl název přeložen přímo do ukrajinštiny jako Užhorod/Ужгород, případně do ruštiny jako Užgorod/Ужгород. Zásluhu na vytvoření slovanské podoby původně maďarského města kalkem má Andrej Baluďanskij. Až do první světové války nicméně tento název nebyl všeobecně používán, o jeho uchycení nakonec se zasloužila především československá správa, která jej použila v rámci poslovanštění maďarských toponym hned po válce.

## Přírodní poměry

### Reliéf a hydrografie
Město se nachází v nadmořské výšce asi 120–137 metrů v podhůří Karpat na řece Už (105 km na Ukrajině). Rozloha města je 41,56 km². Délka města od severu k jihu je 12 km od východu na západ je 5 km. Nejvyšším bodem je Daybovetska – 224 m n. m. Plocha zeleně a výsadby činí 1574 hektarů. Navíc je Užhorod obklopen lesy. Velká část území města je pravobřežní (Staré Město). Břehy Už spojuje 7 mostů, jedním z nich je také Masarykův most, postavený za první československé republiky.

### Klima
Podnebí je kontinentální s horkými léty a mírnými zimami. Významný vliv na klima ve městě mají Karpaty, které chrání město před studenými větry ze severu.
Průměrná roční teplota je 10,1 °C , nejnižší je v lednu (−1,7 °C), naopak nejvyšší je v červenci (20,9 °C).
Během roku ve městě spadne 748 mm srážek, nejméně jich je v únoru a dubnu, nejvíce pak v červnu a červenci. Minimální roční úhrn srážek je (443 mm) byl naměřen v roce 1961, maximální (1134 mm) byl změřen v 1980. Maximální denní úhrn srážek je (75 mm) naměřen v červnu. Vítr vane průměrnou rychlostí 8 km/h, a to většinou v jihovýchodním směru.
Každý rok napadne ve městě sněhová pokrývka, její výška je však zanedbatelná. Vydrží za rok průměrně 17 dní. Průměrná relativní vlhkost vzduchu je 72 %, nejnižší je v dubnu – 62 %, nejvyšší je naopak v prosinci – 83 %.
| Užhorod – podnebí                      | Užhorod – podnebí | Užhorod – podnebí | Užhorod – podnebí | Užhorod – podnebí | Užhorod – podnebí | Užhorod – podnebí | Užhorod – podnebí | Užhorod – podnebí | Užhorod – podnebí | Užhorod – podnebí | Užhorod – podnebí | Užhorod – podnebí | Užhorod – podnebí |
| Období                                 | leden             | únor              | březen            | duben             | květen            | červen            | červenec          | srpen             | září              | říjen             | listopad          | prosinec          | rok               |
| -------------------------------------- | ----------------- | ----------------- | ----------------- | ----------------- | ----------------- | ----------------- | ----------------- | ----------------- | ----------------- | ----------------- | ----------------- | ----------------- | ----------------- |
| Průměrné denní maximum [°C]            | 1,3               | 3,7               | 9,8               | 16,7              | 22,0              | 24,6              | 26,9              | 26,6              | 21,2              | 15,4              | 8,2               | 2,7               | 14,9              |
| Průměrná teplota [°C]                  | −2                | 0                 | 4                 | 9                 | 14                | 17                | 18                | 18                | 15                | 9                 | 2                 | −1                | 8                 |
| Průměrné denní minimum [°C]            | −4,8              | −3,7              | 0,6               | 5,5               | 10,4              | 13,1              | 15,0              | 14,5              | 10,3              | 5,7               | 1,4               | −3,0              | 5                 |
| Průměrné srážky [mm]                   | 53                | 50                | 43                | 49                | 74                | 76                | 80                | 74                | 72                | 56                | 57                | 98                | 752               |
| Zdroj: Погода и климат 22. březen 2017 |                   |                   |                   |                   |                   |                   |                   |                   |                   |                   |                   |                   |                   |

- Absolutní maximum: 38,6 °C (1952)
- Absolutní minimum: −28,2 °C (1954)

### Flora a fauna

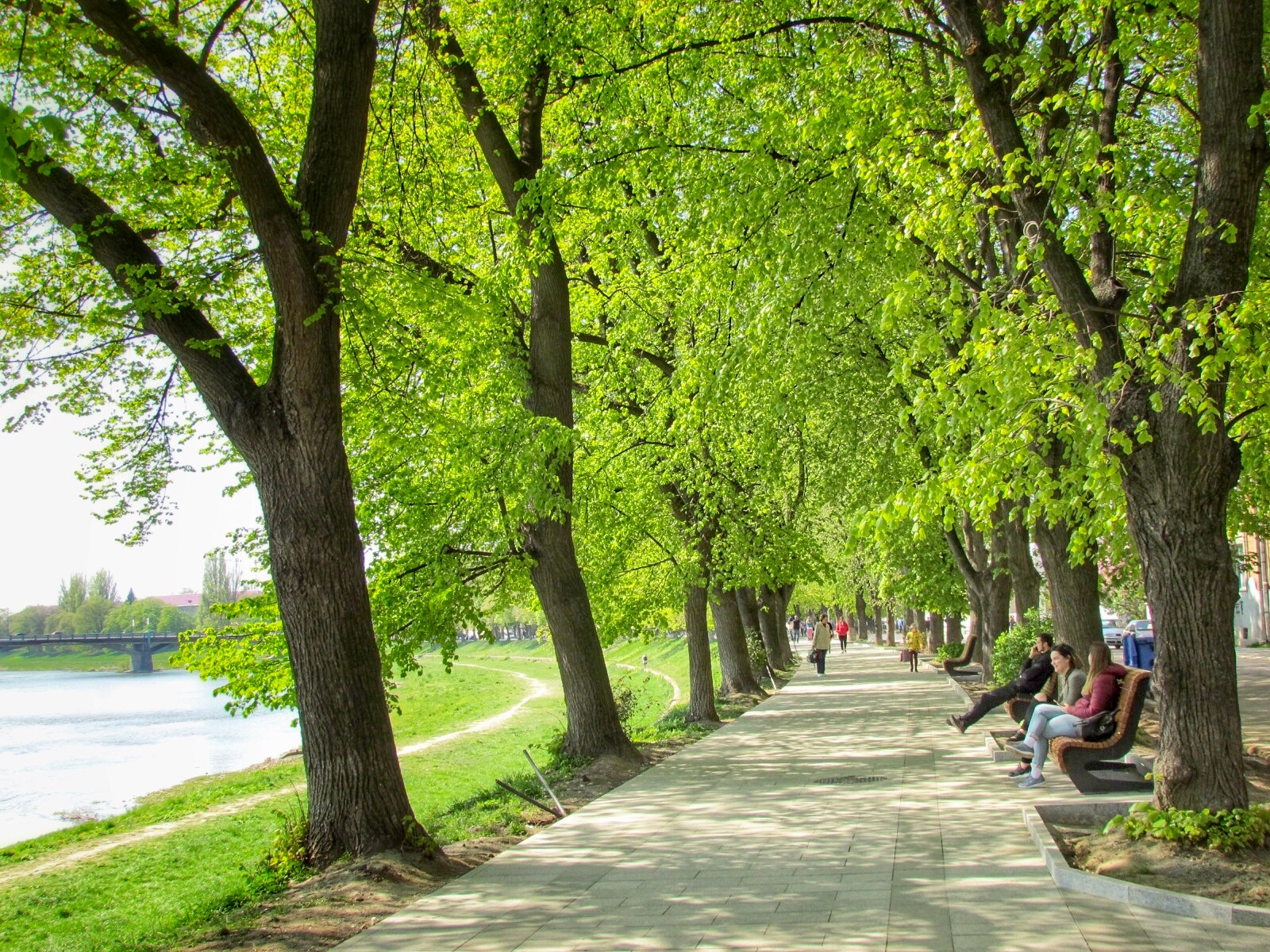
Lipová alej.

Město se pyšní údajně nejdelší lipovou alejí v Evropě, která na břehu řeky Uh spojuje Malé Galago s historickým centrem města. Na druhé straně řeky, dále na západ od centra, potom stojí rozsáhlá platanová alej. Třešňové aleje se potom nacházejí v samotném středu města ve velkém počtu, byť se jedná o nesouvislé a oddělené úseky (např. na Rákócziho ulici, Masarykově náměstí, Dovženkově ulici apod.).
Ve městě je botanická zahrada, která byla založena roku 1945 (po připojení města k SSSR) Nachází se na adrese Olbrachtova 6. na břehu řeky, poblíž zámku.
Západně od středu města (a od části Malé Galago) byl v roce 1954 na ploše 58 hektarů při meandru řeky Uh založen Bozdoský park (ukrajinsky Боздоський парк). Obdobně potom na konci bývalé dráhy dětské železnice na východním okraji města nedaleko bývalého koupaliště Spartak stojí i Podzámecký park (ukrajinsky Підзамковий парк).
V jižní části se rovněž nachází menší Park vítězství (ukrajinsky Парк Перемоги). V centru města je také Park Marie Terezie s její sochou.
Ze severní a ze severovýchodní strany přechází postupně zástavba města v nižší vrchy karpatského oblouku, které jsou zalesněné.

## Historie
Užhorod patřil před příchodem Maďarů mezi sídla slovanská; tehdy se zde nacházela východní část území osídleného Bílými Chorvaty. Na počátku 10. století se zde objevili Maďaři, kteří se města, stejně jako celé Panonské nížiny, zmocnili bez boje. První písemná zmínka o městě pochází od arabského kartografa Al-Idrísího z roku 1154. V roce 1241 bylo vypleněno během mongolského vpádu. Později bylo obnoveno, již ve 13. století přišli do Užhorodu první němečtí kolonisté.

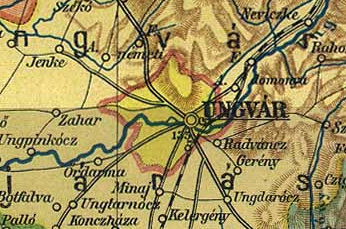
Město na uherské mapě

V roce 1320 získali místní hrad Drugethové (italský rod) a jali se přestavby původní pevnosti. Roku 1430 získal Užhorod status svobodného královského města. Město v podobě středověkého sídla existovalo až do závěru turecké okupace Uher. V období velkého pustošení byl roku 1680 zcela opuštěn.
Do roku 1919 byl Užhorod uherským městem; bylo zde centrum Užské župy. V souvislosti s vydáním tolerančního patentu se začali do Užhorodu stěhovat Židé, kteří utíkali z území dnešní centrální Ukrajiny.
Dne 8. května 1919 zde Centrální ruská rada, společný orgán rusínských národních rad (užhorodské, prešovské a chustské) a zástupců emigrace, vydala tzv. Užhorodské memorandum a vyjádřila tak svou vůli stát se autonomní součástí Československé republiky.

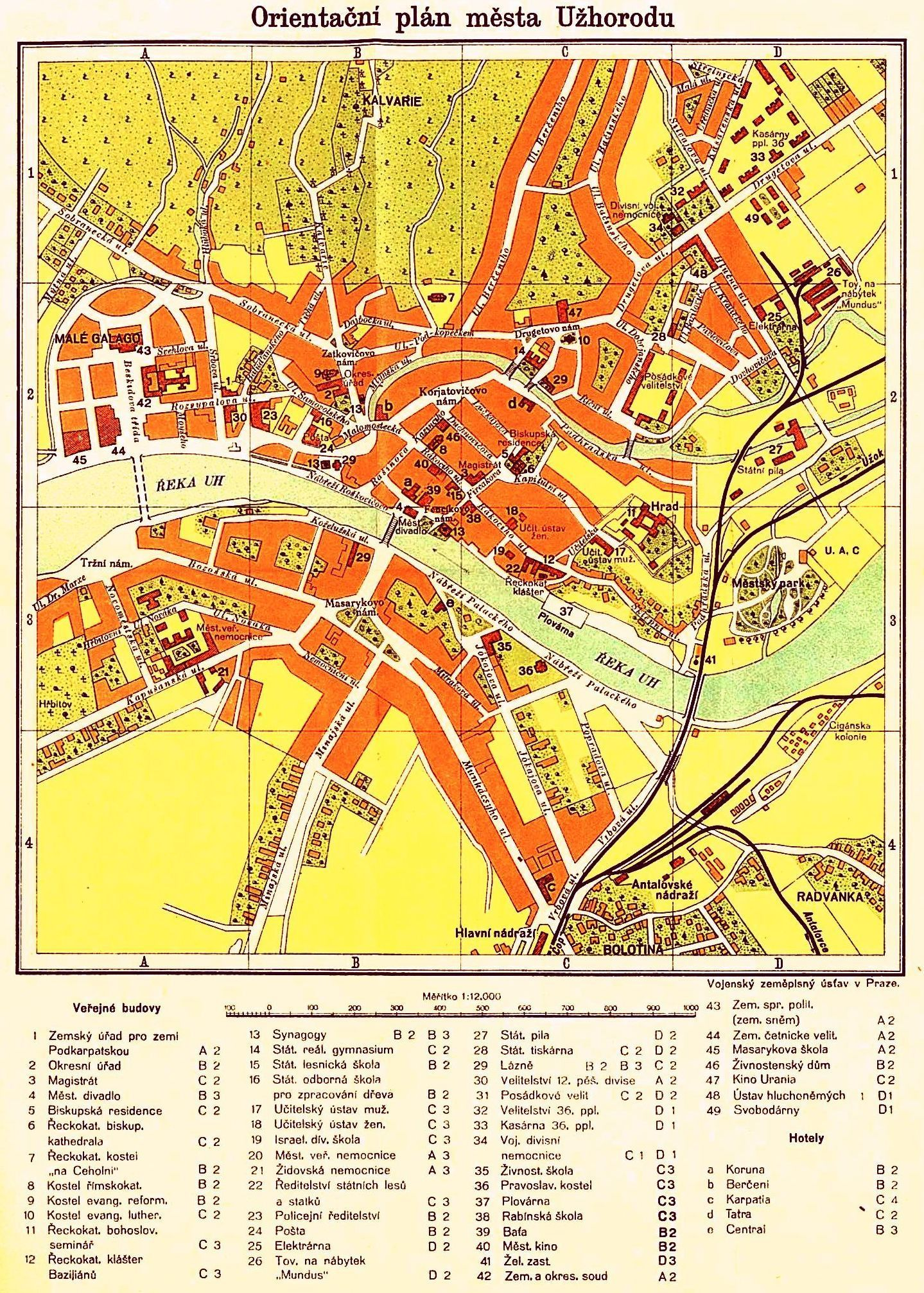
Československý plán Užhorodu z roku 1931

Mezi lety 1919 a 1938 byl Užhorod hlavním městem Podkarpatské Rusi, součásti Československa. Město bylo ustanoveno centrem Podkarpatské Rusi a probíhal zde čilý stavební ruch. Velká část města vznikla podle československých plánů a architektů.
Koncem 30. let 20. století byl v Užhorodě dislokován prapor Stráže obrany státu pod velením podplukovníka Otto Francla. Tento prapor měl ke dni 24. září 1938 1022 mužů. Při bojovém nasazení proti záškodníkům a při ústupových bojích padlo 19 mužů tohoto praporu a dalších 40 mužů bylo zraněno.
V listopadu 1938 se Užhorod (a celý jih Podkarpatské Rusi) stal na základě Vídeňské arbitráže součástí Maďarského království. Nová hranice probíhala severně a východně od Užhorodu.
Dne 27. října 1944 osvobodil město 4. ukrajinský front Rudé armády. Po II. světové válce byla Podkarpatská Rus předána Sovětskému svazu, a Užhorod se tak stal součástí Ukrajinské SSR. Ještě téhož roku (1945) byla založena Užhorodská národní univerzita.
Současné postavení hlavního města Zakarpatské oblasti má Užhorod od roku 1946. V této době a později se město rozšiřovalo všemi směry, převážně ale dále na jih, kde bylo dostatek prostoru pro novou výstavbu. Vznikly zde proto dlouhé třídy a panelová sídliště.
Od roku 1991 je Užhorod součástí nezávislé Ukrajiny. Změna poměrů znamenala pro město velký ekonomický šok; průmyslové závody, které zaměstnávaly spoustu lidí a byly orientovány na trhy SSSR se dostaly do existenčních potíží a musely propustit tisíce zaměstnanců.
Po vyhlášení nezávislosti Ukrajiny (1991) byl za starostu města několikrát zvolen kontroverzní podnikatel Serhij Ratušňak, jenž se v roce 2009 stal nechvalně známým pro své antisemitské výroky, zejména v souvislosti s tehdejším prezidentským kandidátem Arsenijem Jaceňukem.
V roce 2013 a 2014 se v Užhorodě konaly v souvislosti s politickými změnami na Ukrajině demonstrace proti tehdejší vládě. Účastnily se jich až čtyři tisíce lidí.
Dne 17. 12. 2018 byla v Užhorodě přerušena činnost Honorárního konzulátu ČR. Od té doby je místně příslušný Generální konzulát ČR ve Lvově.
Během prvních 50 dnů ruské invaze na Ukrajinu v únoru až dubnu 2022, jejíž součástí byly i letecké údery na území západní Ukrajiny, nebyl Užhorod ani jednou cílem útoku. V souvislosti s migrační vlnou vzrostl počet obyvatel metropole Zakarpatské oblasti dočasně zhruba na 150 000 lidí. Tato skutečnost zde vyvolala strmý růst cen pronájmů.

## Obyvatelstvo

### Struktura obyvatelstva
Od středověku do začátku 20. století byli převažující národností Maďaři. V roce 1910 bylo v posledním sčítání lidu, provedeném v Rakousko-Uhersku zjištěno 16 919 osob, z toho 13 590 maďarské národnosti, 1219 Slováků, 1151 Němců a 641 Rusínů.
Viditelnou změnu přineslo připojení k ČSR (Po roce 1925 byl jediným rusínským městem s většinou československé národnosti (38 %)). V roce 1921 zde žilo 20 601 obyvatel, z toho bylo 3 613 Čechů a Slováků, 5 291 Maďarů, 3 245 Rusínů a Rusů, 3 614 Židů a 418 Němců. V roce 1930 zde žilo 26 675 obyvatel, z toho bylo 8 030 Čechů a Slováků, 4 499 Maďarů, 6 260 Rusínů a Rusů, 5 897 Židů a 508 Němců; 1371 obyvatel bylo jiné národnosti.
Důležitým faktorem byl ale také růst počtu obyvatel města. Jestliže měl Užhorod v roce 1910 celkem 16 tisíc obyvatel, na počátku druhé světové války to byl již dvojnásobek a v roce 1960 se počet obyvatel pohyboval okolo padesáti tisíc. Těsně před rozpadem SSSR se blížil ke sto dvaceti tisícům. Vzhledem k charakteru Užhorodu jako regionálního centra se předpokládá do budoucna mírný nárůst počtu obyvatel, a to např. na 130 tisíc v roce 2030.
Podle sčítání v roce 2001, kdy zde žilo 117 317 obyvatel, tvořili Ukrajinci a Rusíni 77,8 %, Rusové 9,6 %, Maďaři 6,9 %, Slováci 2,5 % a Romové 1,5 %. 75 % obyvatel uvedlo jako svůj mateřský jazyk ukrajinštinu (v roce 1989 to bylo 65 %). Druhý zastoupený jazyk je ruský s 12,4 % a menšina obyvatel mluví také maďarsky (7 %).

### Náboženský život

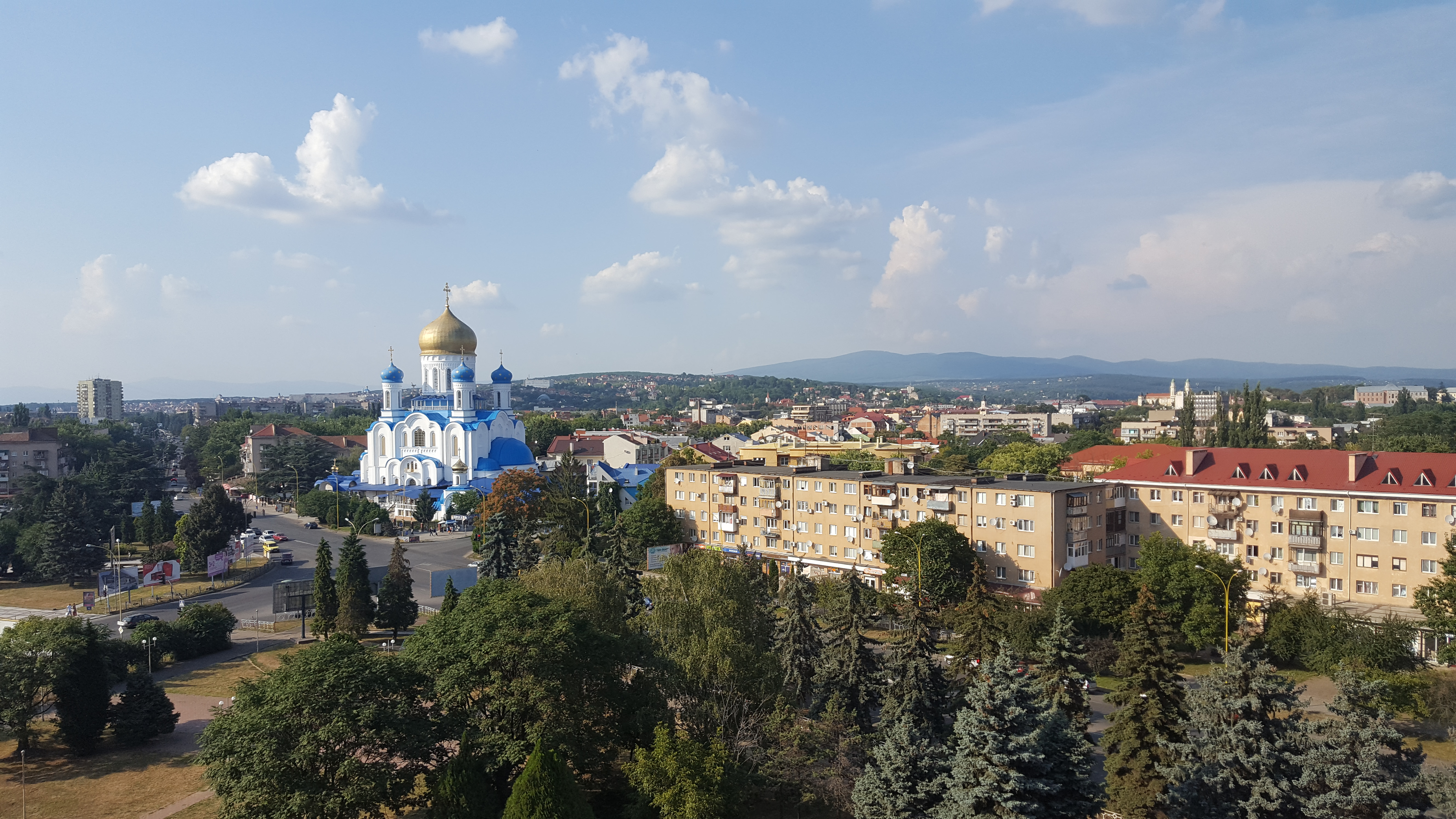
Panorama města s chrámem Krista spasitele.

Mezi vyznáními převládá řecké katolictví a pravoslaví. Užhorod (v jidiš אונגוואר‎) měl do holocaustu velmi silnou židovskou aškenázskou komunitu, cca 30 % všech obyvatel města v roce 1941 se k ní hlásilo.
Ve městě je mužský pravoslavný monastýr Svatého Vzkříšení.

## Obecní správa a politika
Město Užhorod má vlastní samosprávu. Jeho zastupitelstvo má 38 členů. Volilo se do něj v posledních ukrajinských komunálních volbách v roce 2020.

### Znak a vlajka
Současnou vlajku města Užhorodu přijalo místní zastupitelstvo dne 14. června 1990. Tvoří ji dva vodorovné pruhy (modrý a zlatý) a je v poměru 1:2. Znak města odkazuje na ten, který byl používán již před první světovou válkou v rámci Uherska. Do roku 1990 byl také červený a jeho součástí byly srp a kladivo. Současnou podobu má od roku 1990.

## Hospodářství

Lávka ve středu města.

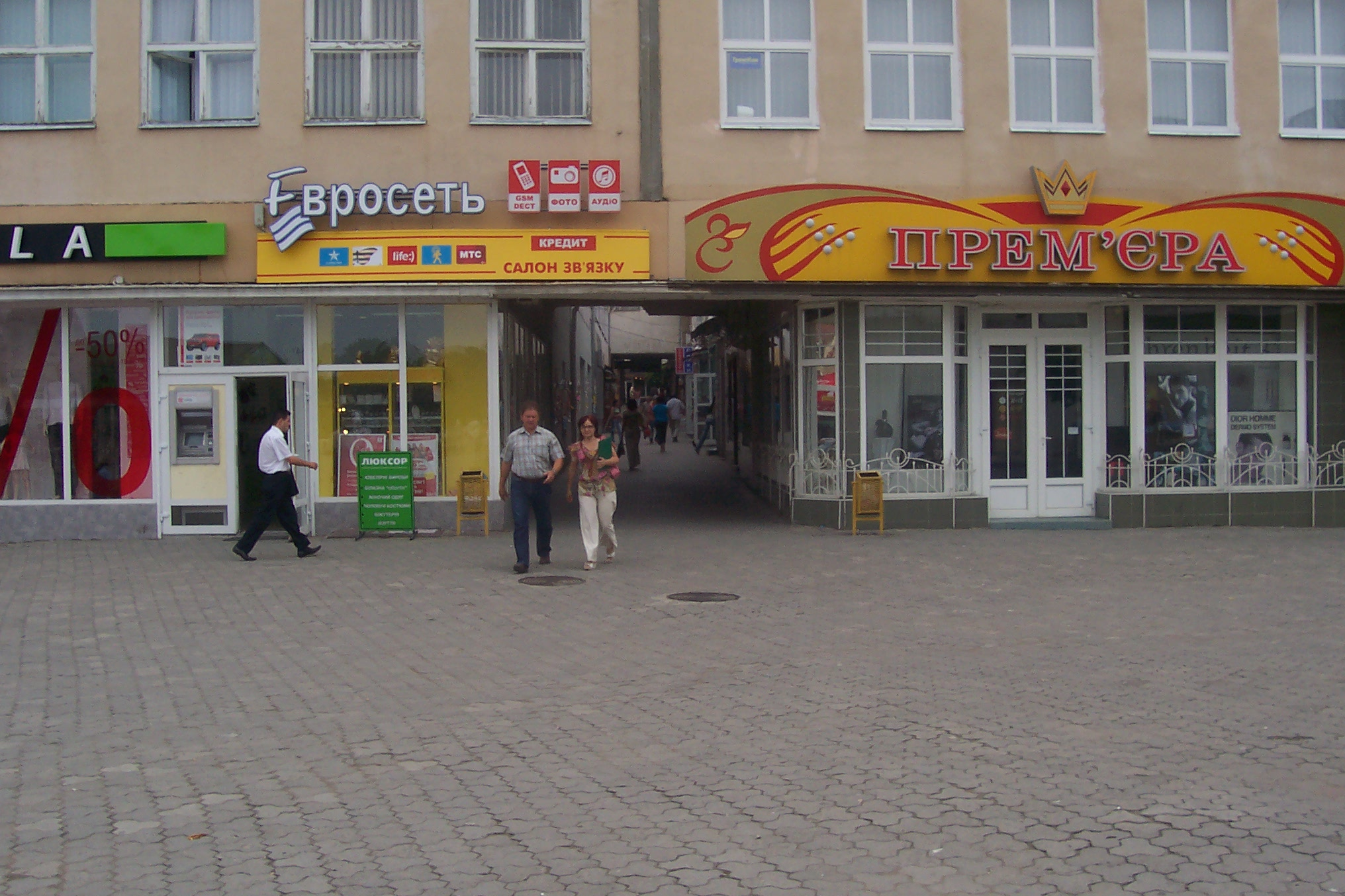
Obchody ve středu města.

Užhorod je důležitým hospodářským centrem regionu. Město podporuje rozvoj podnikání. Sídlí zde čtvrtina všech obchodních subjektů v Zakarpatské oblasti. Nejvíce firem se věnuje obchodu, následuje průmysl, stavebnictví a podnikání s nemovitostmi. V oblasti ubytování a pohostinství působí zhruba sedmdesát podniků. V bankovním sektoru poskytuje služby přibližně 30 bank.
Od roku 1962 působí v Užhorodu také továrna na výrobu koňaku.
Město se podílí 38 % na celoregionálním objemu vyrobeného zboží a poskytnutých služeb. Ekonomický rozvoj byl možný především díky zahraničním investicím. V roce 2002 činily přímé zahraniční investice 8,4 milionu USD, v letech 2003 až 2004 potom 9,3 milionu USD a v roce 2005 13,3 milionu USD. Investiční aktivity ve městě realizovali investoři z 28 zemí.

### Zemědělství
Krajina jižně a jihovýchodně od Užhorodu je intenzivně zemědělsky obdělávána.

### Průmysl
Průmysl byl rozvíjen méně za Rakousko-Uherska, do jisté míry i během ČSR a potom během období existence Sovětského svazu. Po roce 1991 došlo k hospodářské transformaci, která omezila roli průmyslu, přesto se v Užhorodu nicméně podařilo udržet nemalému počtu průmyslových podniků. Jiné, např. "Turbogaz", "Užhorodpribor", "Bolševik", "Elektrodvigatel", PO "Tisa" a další zkrachovaly. V roce 1990 pracovalo v místním průmyslu 26 tisíc lidí, v prvních dekádách 21. století to bylo zhruba devět tisíc. Průmyslová výroba se v roce 2004 pohybovala okolo 75 % úrovně roku 1990. Nejvíce zastoupené jsou: výroba strojů a zařízení, výroba nábytku, lehký průmysl, potravinářský průmysl apod. Průmysl se potýká především s nedostatkem investic a rozpadem původních trhů.
Již před rokem 1991 spolupracoval místní závod pro bytovou chemii se společností Spolana Neratovice.
Největšími přispěvateli do rozpočtu města jsou tyto podniky: Groklin-Karpaty LLC (šití potahů na autosedačky), Matyash and Matyash LLC, Konvektor Plant LLC (strojírenství). V průmyslových zónách okolo města potom působí některé společnosti, které na Ukrajinu přišly ze zemí západní nebo střední Evropy.
Průmyslové oblasti se nachází východně a jihovýchodně od města (na obou stranách řeky), na náhonu řeky Už východně od města se také nachází malá vodní elektrárna (ukrajinsky Ужгородська ГЕС).

### Turistika
Toto město má 6 turistických známek – č. 1 pro Horjanskou rotundu, č. 6 pro skanzen, č. 18 pro bustu T. G. Masaryka, č. 70 pro synagogu, č. 96 pro Užgorodský hrad a č. 136 pro krčmu „Deci u notáře“.

### Věda a výzkum
V rámci místní univerzity působí při Fyzikální fakultě také Laboratoř kosmického výzkumu (ukrajinsky Лабораторія космічних досліджень).

## Doprava

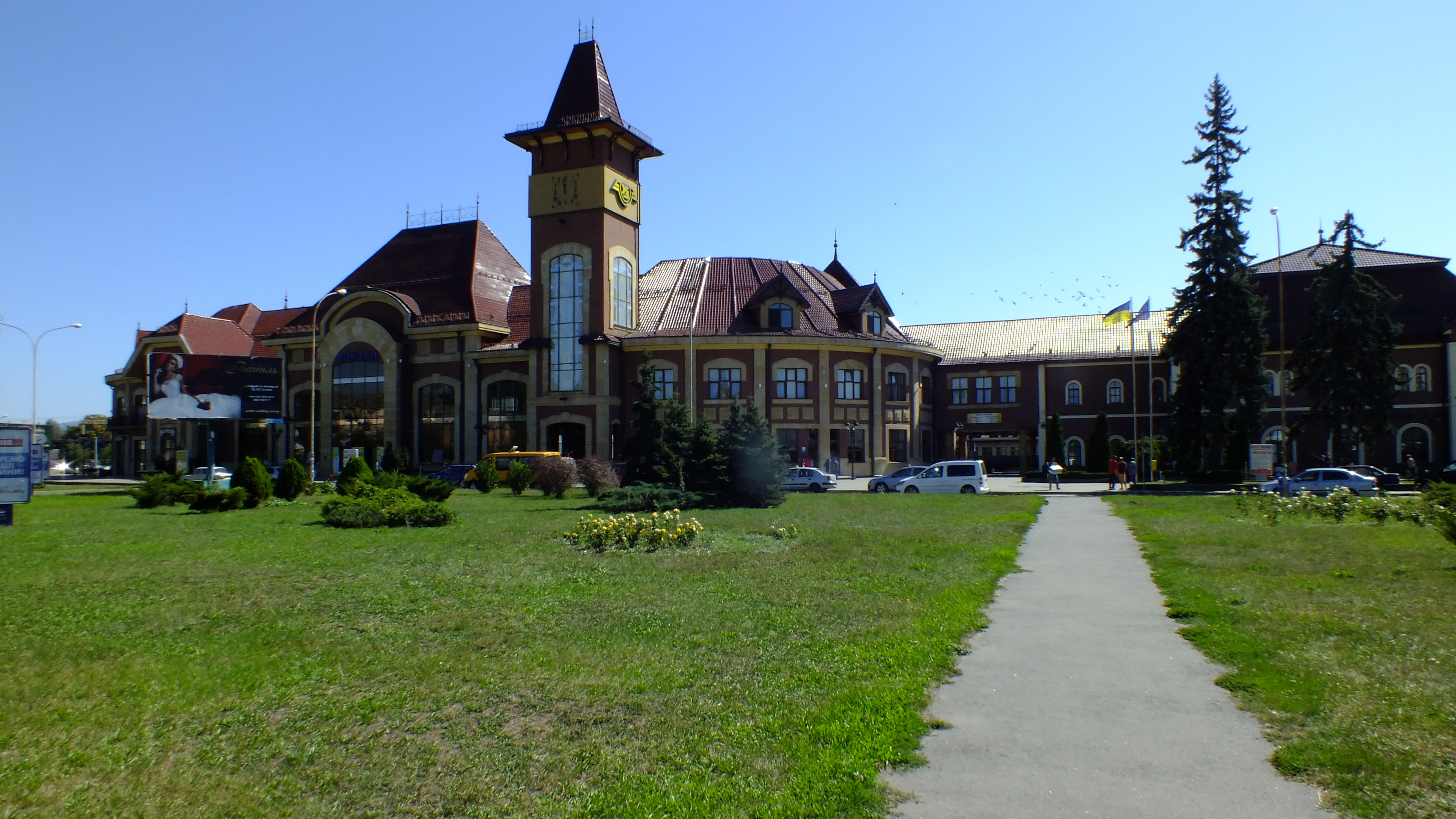
Přestavěné užhorodské nádraží

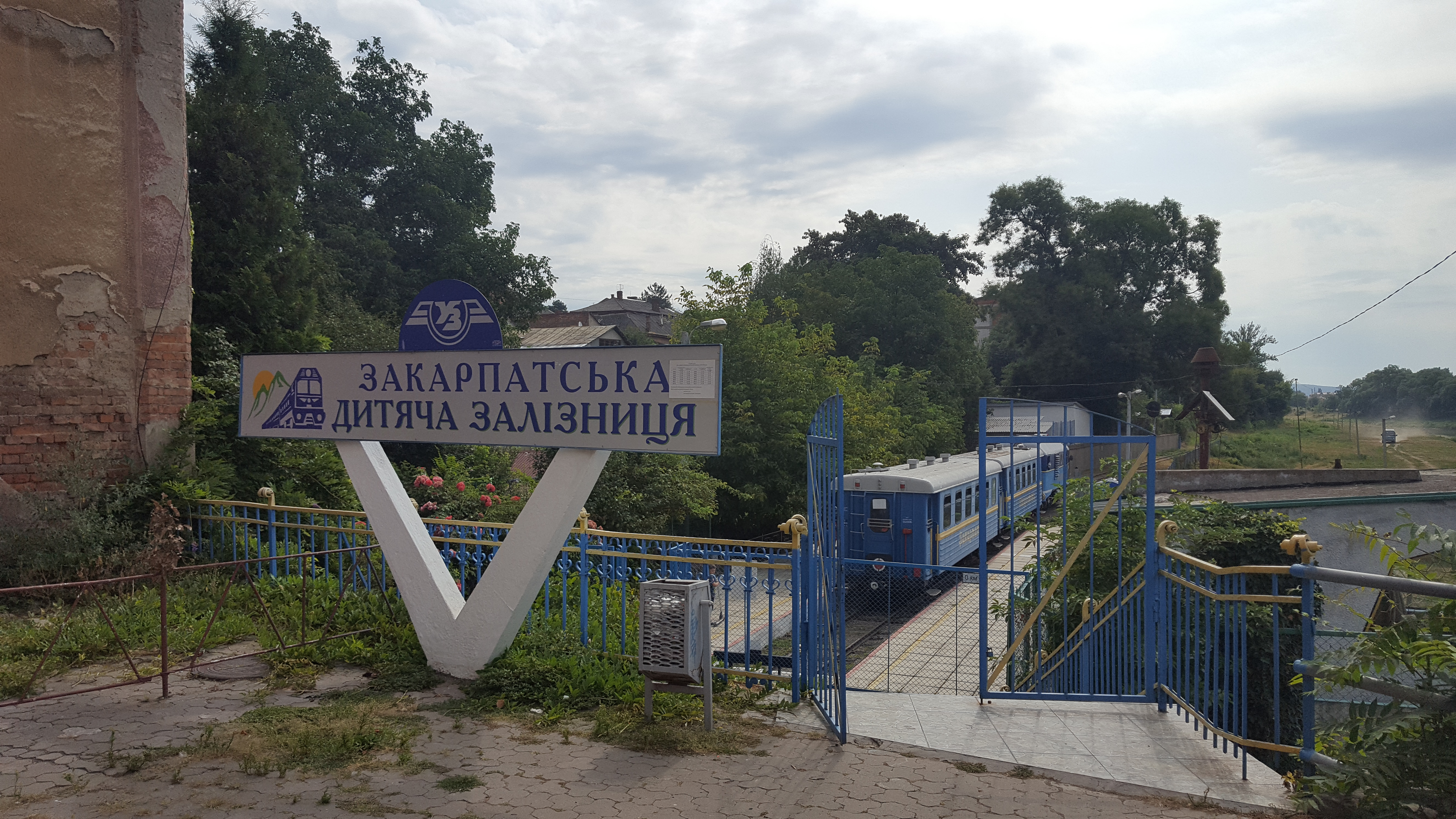
Užhorodská dětská železnice

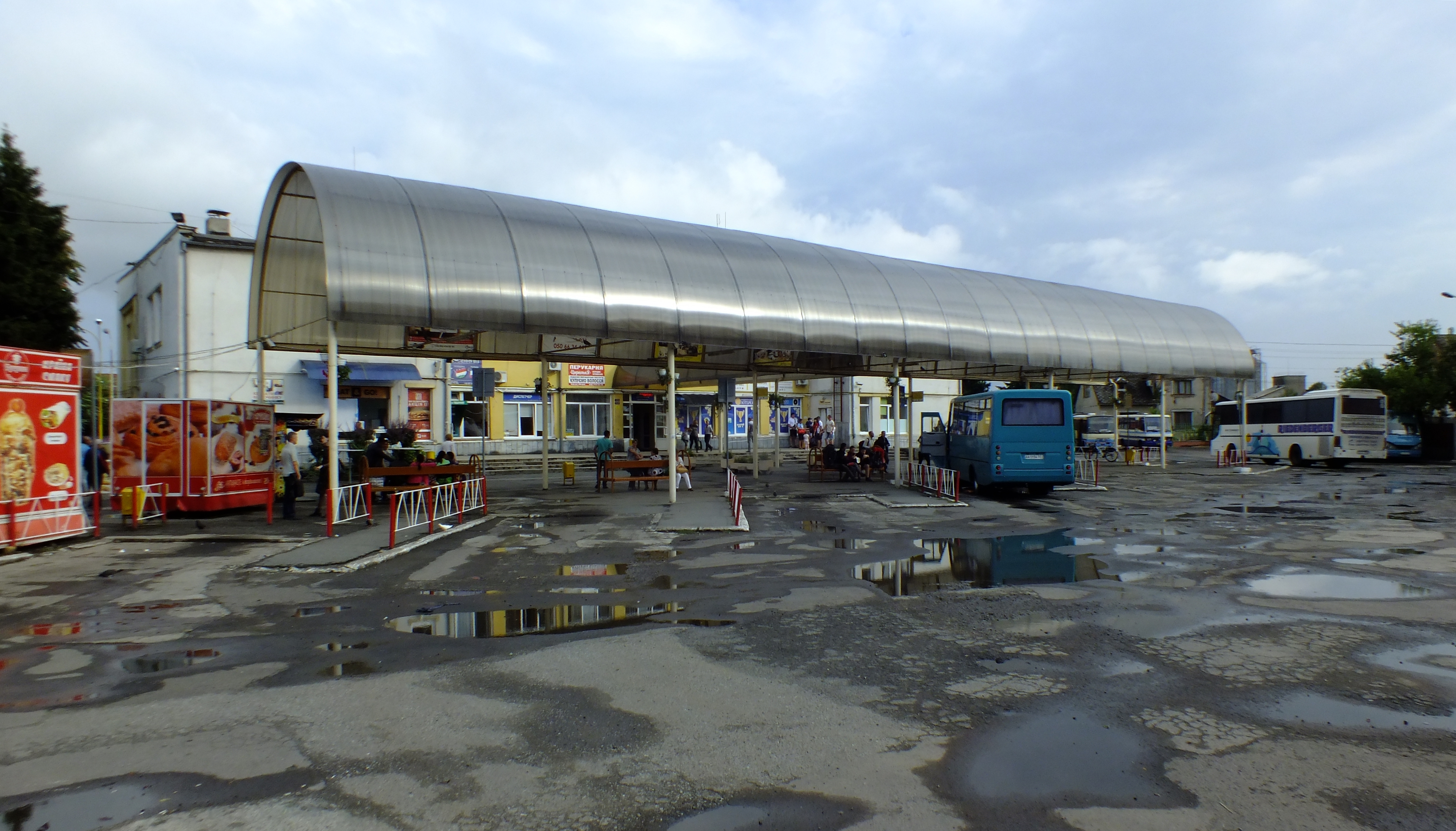
Autobusové nádraží

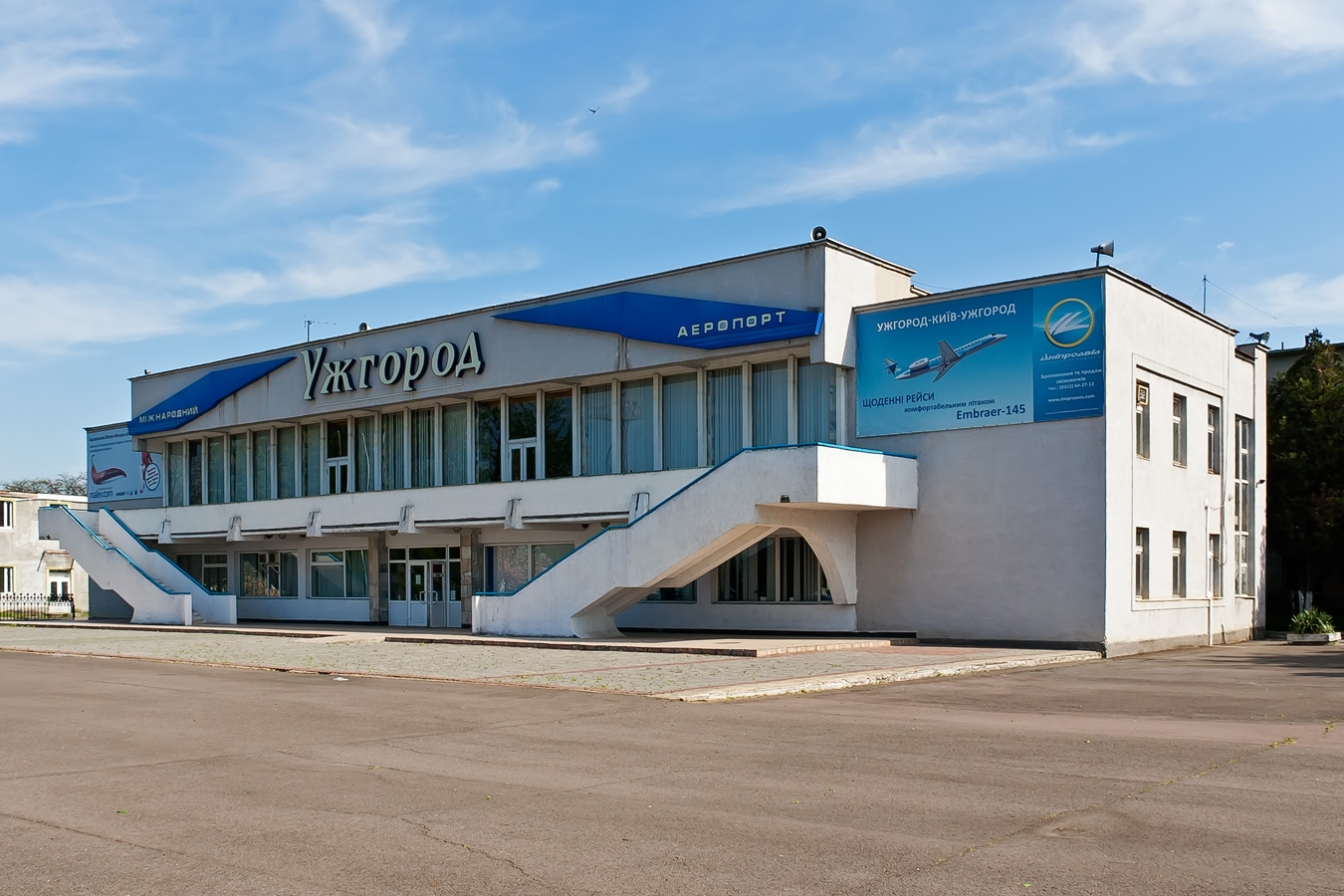
Mezinárodní letiště

### Silniční doprava
Užhorod je velkým silničním dopravním uzlem. Je zde silniční hraniční přechod Užhorod – Vyšné Nemecké, přes který vedou evropské silnice: E 50, E 58.
Hlavní silniční tah od slovenské hranice dále na východ směrem k Mukačevu prochází po obchvatu severně od města Užhorodu. Obchvat rovněž stojí i z jižní strany od města (silniční tah směrem k hraničnímu přechodu Záhony a maďarské hranici). Žádná dálnice do města nesměřuje. Výhledově bude zbudován u Vyšeného Nemeckého nový hraniční přechod, ke kterému bude směřovat slovenská dálnice D1.
Město má autobusové nádraží, ze kterého jezdí linkové autobusy různých dopravců např. do slovenských Michalovců a Košic. Je to např. společnost Eurobus.

### Železniční doprava
Užhorod leží na jednokolejné elektrifikované trati Čop – Sambir – Lvov. Zdejší nádraží bylo počátkem 21. století rozšířeno a rekonstruováno. Odjíždějí odtud rychlíky do celé Ukrajiny a dříve také do Moskvy; mezinárodní a další dálkové vlaky odjíždějí z nedalekého Čopu. Také zde začíná železniční trať Užhorod – Haniska pri Košiciach sloužící pouze pro nákladní dopravu. Hlavní nádraží je umístěno na jihovýchodním okraji města, na druhé straně, než je historické centrum. Existuje také ještě stanice Užhorod-2, ta má ale význam více z hlediska nákladní přepravy. Po městě také existují i další železniční stanice a zastávky (260. km, Domanici, Park).
Až do 70. let 20. století do města ústila úzkorozchodná dráha z Antalovců..
V roce 1947 byla vybudována Užhorodská dětská železnice. Nacházela se na břehu řeky Už, při budově filharmonie. Část z ní se do 21. století dochovala, obnovena byla roku 2013.

### Vodní doprava
Řeka Už není splavná a není využívána pro vodní dopravu.

### Letecká doprava
Je zde mezinárodní letiště. Provoz na něm bývá občasný, v roce 2022 měl být obnoven pravidelný provoz. Jeho ranvej je postavena nicméně tak, že v jedné straně vstupují startující/přistávací letadla bezprostředně do slovenského vzdušného prostoru. Letiště bylo v Užhorodu otevřeno již v roce 1929.

### Městská doprava
Užhorod je jediné oblastní město na Ukrajině, ve kterém nejsou nasazeny vozidla městské dopravy s elektrickou trakcí, tj. tramvaje nebo trolejbusy, přepravu zajišťují pouze autobusy a maršutky (minibusy). V 70. letech 20. stol. bylo plánováno zavedení trolejbusové dopravy, tento plán se však neuskutečnil. Důvodem byla skutečnost, že plánovaná trať (která měla spojit průmyslové oblasti se středem města) měla protínat elektrifikovanou železniční trať. Původní systém městské hromadné dopravy se rozpadl v souvislosti s rozpadem SSSR a dlouho městskou dopravu zajišťovaly v Užhorodu pouze maršrutky. Teprve až v roce 2018 se podařilo autobusový systém obnovit. Město pořídilo deset dvanáctimetrových klasických autobusů.

## Společnost

### Školství
Užhorod je kulturním centrem Zakarpatské oblasti. Působí zde Užhorodská národní univerzita s více než deseti fakultami, včetně maďarskojazyčné Fakulty humanitních a přírodních věd. Její areál (kampus) se nachází v blízkosti Velkého Galaga a sportovního areálu u řeky Uh. V roce 2020 se nacházely v Užhorodu tři vysoké školy na kterých studovalo 13,8 tisíc studentů.
Již po druhé světové válce zde vznikla hudební škola.
V rámci první uvedené vysoké školy je provozována v Užhorodě také jediná (již zmíněná) botanická zahrada.
Užhorodská Ukrajinská teologická akademie je provozována ukrajinskou pravoslavnou církví. Nese název po sv. Cyrilu a Metodějovi. Sídlí zde také řeckokatolický učitelský seminář.

### Zdravotnictví
V severní části Užhorodu (část Malá Praha/Мала Прага) se nachází oblastní nemocnice.

### Média
Naprostá většina regionálních médií působí v Užhorodu. Některé z nich působí v řadě menšinových jazyků, také např. v maďarštině.
Sídlí zde vydavatelství Karpaty.

### Sport

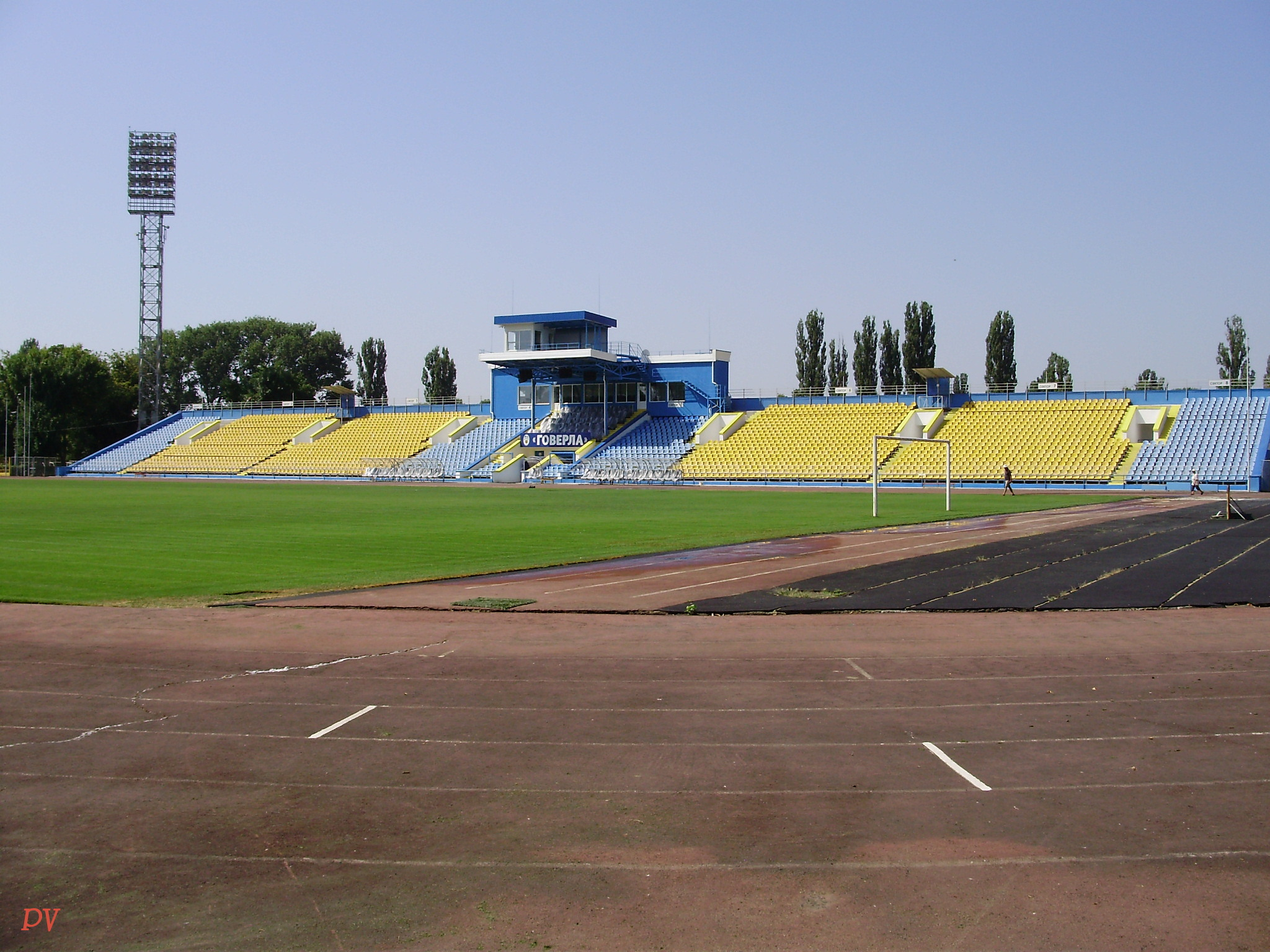
Stadion Avanhard v západní části města.

Mezi nejúspěšnější sporty ve městě patří fotbal a ženská házená. V dobách existence SSSR zde existovalo sportovní centrum "Junist". Při břehu řeky Už mezi Bezdoským parkem a Velkým Galagem se nachází areál s řadou hřišť a sportovišť, včetně kryté haly Burevisnik (ukrajinsky Буревісник).

### Fotbal
- SK Rusj Užhorod – zaniklý fotbalový klub založený v roce 1925. Jeho největším úspěchem byl v sezoně 1935/36 postup do Fotbalové ligy Československa, ze které po roce sestoupil. Během 2. světové války klub zanikl a po přičlenění Užhorodu k Sovětskému svazu už nebyl obnoven.
- FK Hoverla Užhorod – fotbalový klub založený v roce 1946, v nejvyšší ukrajinské soutěži odehrál 8 sezon. Domovskou arénou FC Hoverla je stadion Avangard. Klub hrál v nejvyšší lize čtyřikrát, a to v sezonách 2001/02, 2004/05, 2005/06 a 2007/08.
- FK Minai – Fotbalový tým založený v roce 2015.
- ČsŠK Užhorod – zaniklý Československý Športový Klub založený v roce 1920.

Užhorod hostí nejstarší atletické závody na Ukrajině – Mezinárodní pohár přátelství.

### Házená
- HK Karpaty Užhorod – ženský házenkářský klub, trojnásobný medailista z mistrovství Ukrajiny a v sezóně 2011/12 průběžně vedoucí celek nejvyšší ukrajinské soutěže.

## Bezpečnost
V lokalitě Malá Praha se v blízkosti místní nemocnice (za první republiky vojenské nemocnice) nacházela vojenská kasárna (za první republiky sídlo 36. pěšího pluku). Ve čtvrti Malé Galago existuje také věznice, a to jako součást bývalé budovy zemského a okresního soudu.

## Kultura

### Kulturní instituce

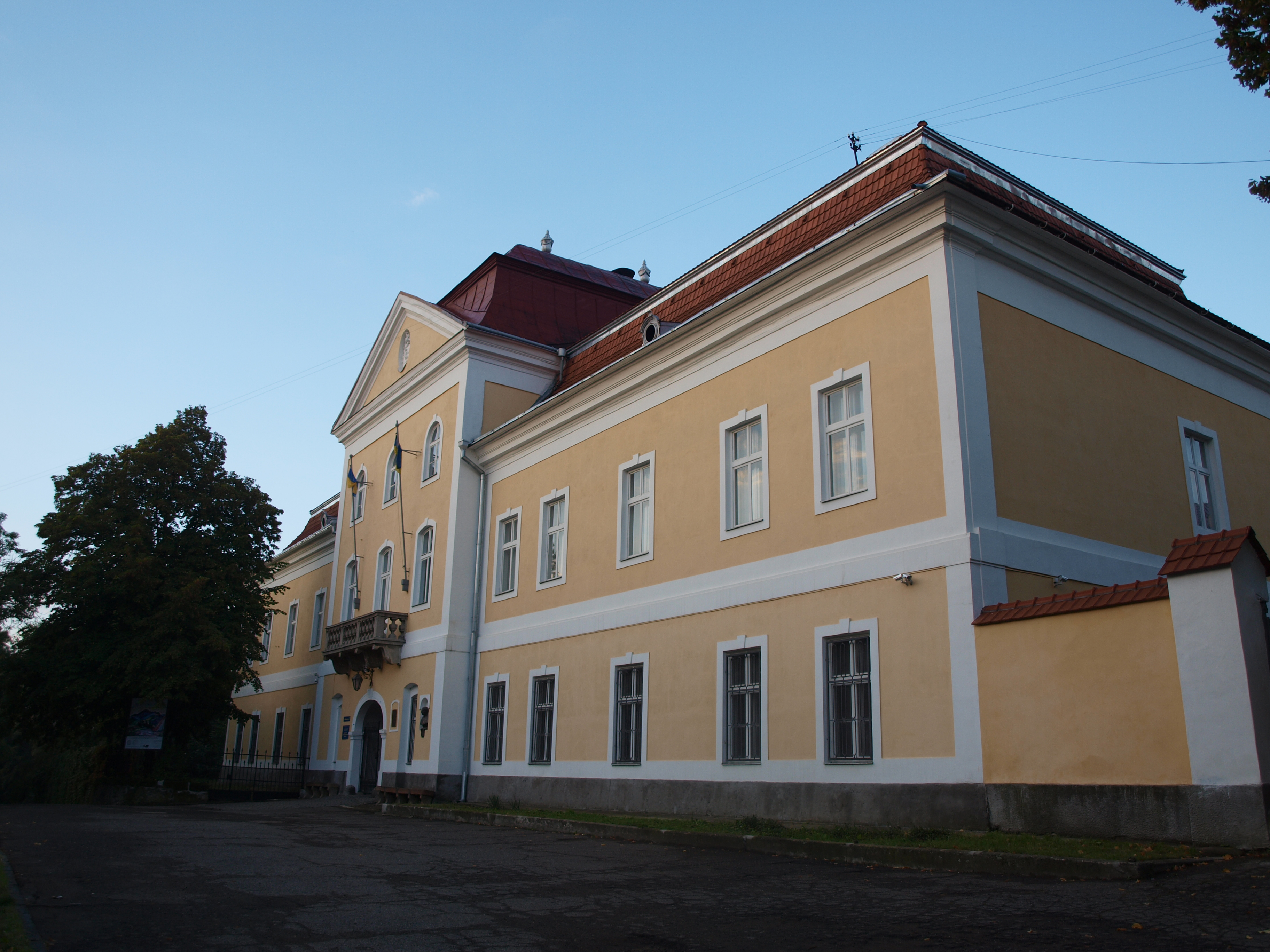
Budova Zakarpatského regionálního uměleckého muzea.

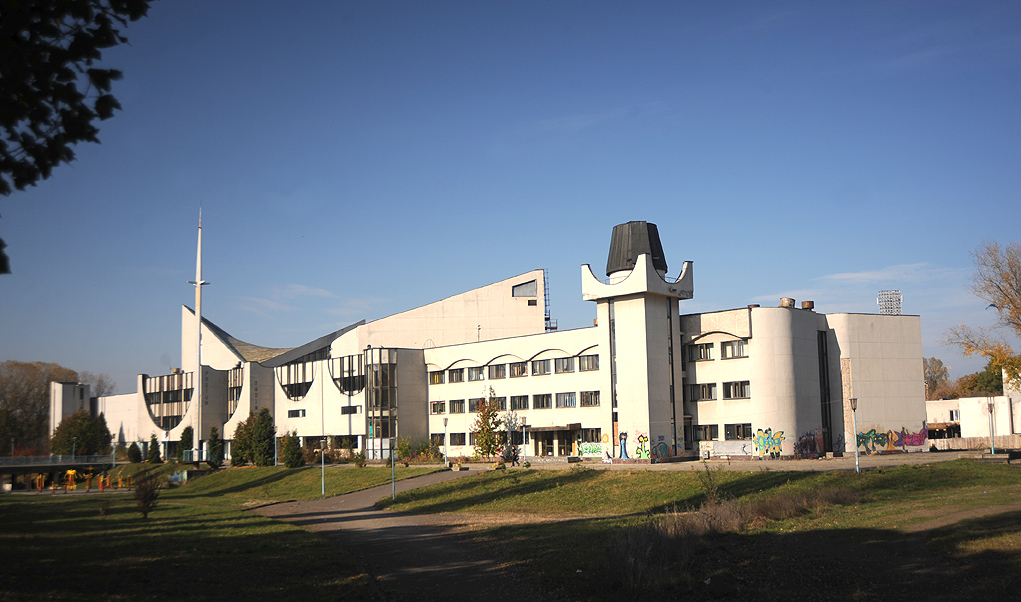
Budova centra kultury a sportu.

#### Muzea
- Regionální muzeum (ukrajinsky Краєзнавчий музей) bylo založeno v roce 1945.[39]
- Zakarpatské muzeum lidové architektury a života, [2] které bylo otevřen v roce 1970.[40] a které se nachází poblíž hradu a zahrnuje skanzen s dobovými dřevěnými domy a kostelem sv. Michala.[41]
- Zoologické muzeum při místní univerzitě[9]
- Muzeum umění.[15][42]

#### Divadla
Mezi kulturní instituce patří Zakarpatské oblastní divadlo, které nese název po bratrech Juriju Augustinovi a Jevhenijovi Serhijovi, nachází se stranou centra města (na ulici Lva Tolstého). Slavnostně bylo otevřeno v druhé polovině 80. let 20. století.
Zakarpatské oblastní loutkové divadlo stojí přímo ve středu města na Divadelním náměstí. Slouží od roku 1980.
Užhorodské městské divadlo bylo založené roku 1920.
V Užhorodu také existuje divadlo pod širokým nebem (amfiteátr), který leží na severním okraji města, v přírodním a do krajiny zasazeném svahu.

#### Galerie
Galerie Užhorod zde existuje již od roku 1998, dále se další výstavní prostor nachází v Zakarpatském uměleckém muzeu Josifa Bokšaje. Galerie Ilko byla otevřena roku 2013. V metropoli oblasti ještě stojí neformální umělecká galerie s názvem Koridor.

#### Kulturní akce
Každý rok se pravidelně konají v Užhorodě tzv. Dny Sakury. Název akce odkazuje na značný počet třešňových alejí po celém městě. Událost zahrnuje trhy, prezentaci dějin města a další. V rámci jarní akce se volí na konci vždy tzv. Král Sakury.
Den města Užhorodu se pravidelně slaví 27. září na svátek Povýšení svatého kříže.

## Kulturní památky a pamětihodnosti města

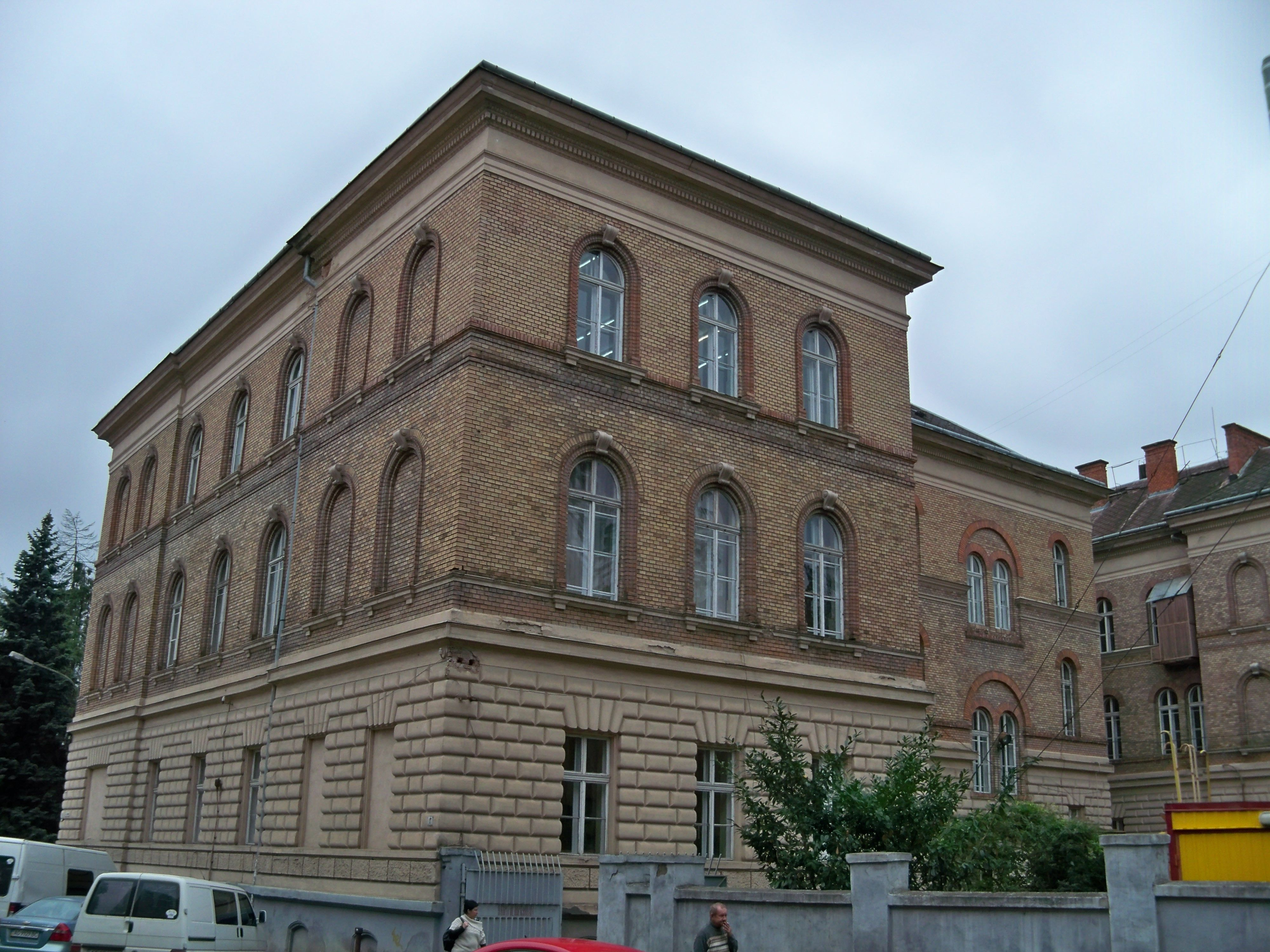
Budova chemické fakulty.

V Užhorodě se nachází řada kulturních památek, včetně osmi památek, celonárodního významu, 15 památek místního významu a řady dalších dle ukrajinských zákonů. Z nich se v samotném Užhorodě nachází řada navštěvovaných a historicky hodnotných staveb:
- Dominantou je Užhorodský hrad, stojící na 30 m vysoké sopečné vyvýšenině; dnes je zde muzeum[15][40] s několika expozicemi.
- Kalvárie severně od středu města s hřbitovem. Do roku 1991 byla označována jako pahorek slávy, nachází se zde také vojenský hřbitov vojáků Rudé armády.
- Na vojenském hřbitovu z 1. světové války, který je na kraji města, bylo pohřbeno přes tisíc padlých vojáků. V letech 1922 až 1938 zde byl posádkový hřbitov.[47]
- Mezi památkově chráněné objekty v Užhorodu patří episkopální palác (ukrajinsky Резиденція єпископа), z roku 1646,[48] přebudovaný v druhé polovině 19. století.[49] Sloužil jako rezidence představitelům řeckokatolické církve. Stojí na Kapitulní ulici.[15] Dříve se jednalo o jezuitskou kolej.
- Župní palác[48][50], kde sídlila regionální administrativa do roku 1918.
- Lesnický dům z 18. století v Radvanci[48]
- Stodola a vinný sklep, ul. Františka II. Rákóczho 2,  z roku 1781[48]
- Místní část Malé Galago zahrnuje řadu budov z období první československé republiky. Architektem hlavní pošty, která byla postavena v letech 1928–1930 ve funkcionalistickém stylu, je Josef Gočár.
- Řada historických budov je umístěna v jižní části středu města na druhé straně řeky Už, a to okolo Petőfiho náměstí (dříve Stalinovo, Masarykovo).

### Kostely
- Řeckokatolická katedrála Povýšení svatého Kříže se dvěma věžemi byla postavena roku 1878[51] a sloužila původně římským katolíkům.[pozn. 1]
- Kostel svatého Jiří, který byl dokončen roku 1611 z iniciativy rodu Drughetů.
- Užhorodská synagoga (aškenazská) dosud stojí, byla však přeměněna na filharmonii[15][2] a zbavena všech náboženských předmětů.
- Horjanská rotunda patří mezi nejstarší církevní stavby dnešní Zakarpatské oblasti, pochází z konce 10. století.[52][53]

- V jižní části města stojí Chrám Krista Spasitele, a to na rohu ulic Svobody a Švabska.

### Pomníky
Ve městě se nachází celá řada soch, která připomíná významné osobnosti. Mezi ně patří první prezident ČSR T. G. Masaryk; kromě něj zde má svoji sochu ale také Švejk. Mezi další osobnosti, které zde mají svoji sochu, patří také malíř Ignac Roškovič. Od roku 1989 existuje v Užhorodu i socha ukrajinského básníka Tarase Ševčenka, jejíž realizace byla připravována od roku 1983. V roce 2022 byla v rámci derusifikace Ukrajiny odstraněna socha Puškina.
- Pomník Tomáše Garrigue Masaryka od akademického sochaře Josefa Vajce, pochází z roku 2002.[57]
- Pomník malířů Vojtěcha Erdélyho a Jozefa Bokšaye, z roku 1993[48]
- Pomník Augustina Vološina

## Vzdálenost k nejbližším evropským metropolím
- Budapešť, Maďarsko – 330 km
- Bratislava, Slovensko – 490 km
- Varšava, Polsko – 550 km
- Vídeň, Rakousko – 573 km
- Bělehrad, Srbsko – 585 km
- Záhřeb, Chorvatsko – 670 km
- Praha, Česko – 740 km
- Kišiněv, Moldavsko – 750 km
- Bukurešť, Rumunsko – 780 km
- Kyjev, Ukrajina – 798 km
- Lublaň, Slovinsko – 815 km
- Sofie, Bulharsko – 898 km
- Sarajevo, Bosna a Hercegovina – 900 km
- Berlín, Německo – 907 km
- Minsk, Bělorusko – 920 km
- Skopje, Severní Makedonie – 940 km
- Vilnius, Litva – 947 km

Větší města v okruhu Užhorodu:
| Růžice kompasu | Prešov (~115 km)                        | Lvov (~133 km)                             | Kyjev (~798 km)             | Růžice kompasu |
| Růžice kompasu | Košice (~98 km), Bratislava (~490 km)   | Sever                                      | Ivano-Frankivsk (~293 km)   | Růžice kompasu |
| Růžice kompasu | Košice (~98 km), Bratislava (~490 km)   | Užhorod                                    | Ivano-Frankivsk (~293 km)   | Růžice kompasu |
| Růžice kompasu | Košice (~98 km), Bratislava (~490 km)   | Jih                                        | Ivano-Frankivsk (~293 km)   | Růžice kompasu |
| Růžice kompasu | Nyíregyháza (~92,6 km), Tokaj (~121 km) | Satu Mare (~138 km), Cluj Napoca (~316 km) | Sighetu Marmației (~170 km) | Růžice kompasu |

## Osobnosti

### Rodáci

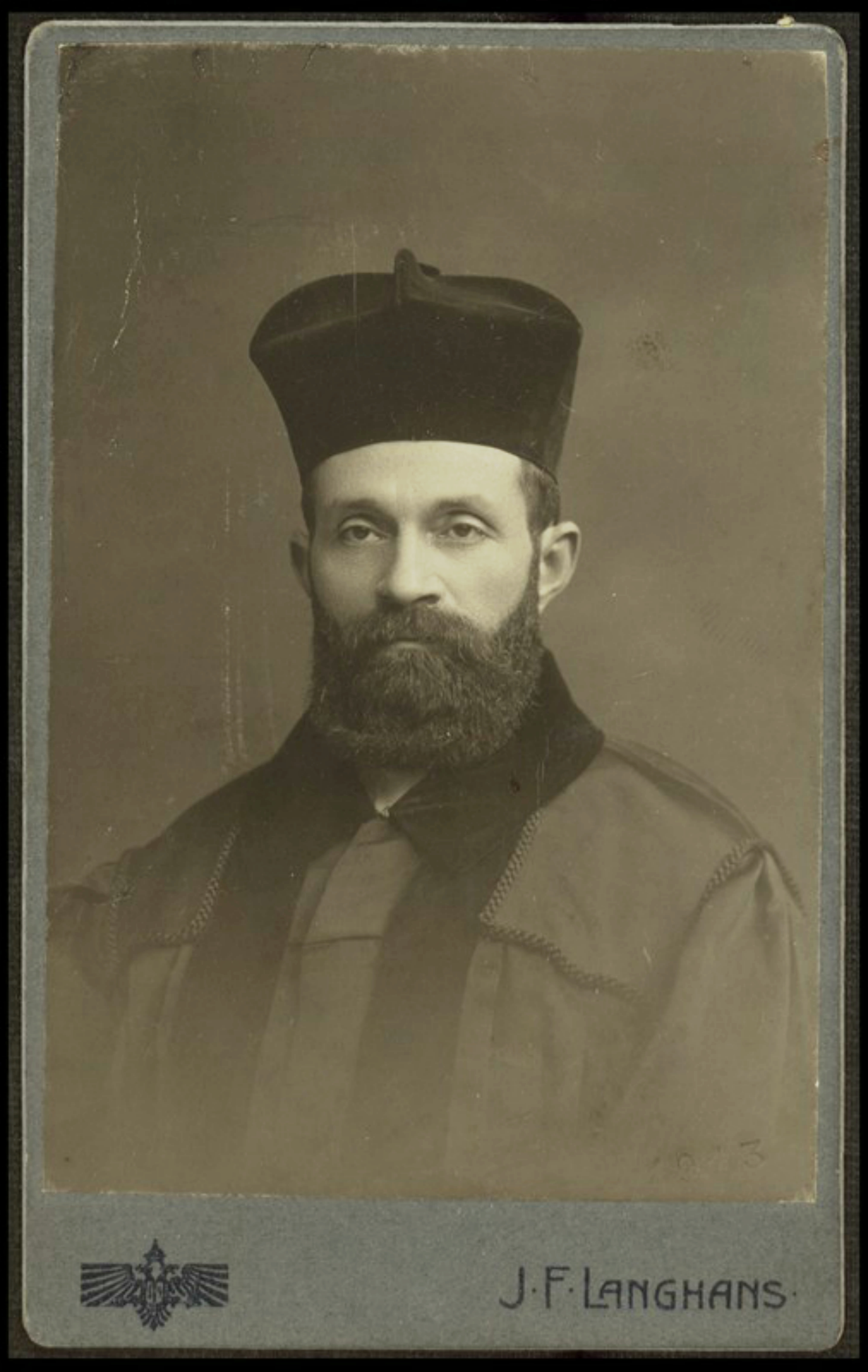
Chajim Brody

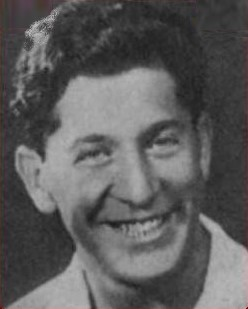
Samuel Schillinger

- Peter Áč (* 1943), slovenský fotograf
- Károly Balla (* 1957)[58], básník, prozaik a novinář maďarské národnosti
- László Bódi (zvaný Cipő, 1965–2013), maďarský rockový zpěvák, frontman skupiny Republic
- András Bodnár (* 1942), maďarský vodní pólista, zlatý olympionik
- Emil Bok (1925–2007), český básník, výtvarník
- Vladimír Brehovszký (1925–1976), český malíř, ilustrátor, grafik, kurátor výstav
- Chajim Brody (1868–1942), český rabín a literární historik
- Juraj Demeč (* 1943), československý atlet, sprinter
- Teri Egressy (1931–2016), maďarská textilní umělkyně
- Vasyl Fedak (1911–1991), fotbalový brankář, trenér, sportovní novinář
- József Gáti (1885–1945), československý politik, poslanec
- Vera Giricz (* 1946), první rusínská menšinová přímluvčí v maďarském parlamentu
- László Gyöngyösy (1861–1925), maďarský literární historik, pedagog, spisovatel
- Anton Hajduk (1933–2005), slovenský astronom
- Ludvík Hanina (1912–198?), československý voják, příslušník operace Glucinium
- Jaromír Hořec (1921–2010), český básník
- Konstantin Hrabar (1877–1938), třetí guvernér Podkarpatské Rusi
- József Ilku Marion (1933–2003), maďarský grafik, malíř, docent akademie ve Lvově
- Jenő Janovics (1872–1945), maďarský herec, scenárista, režisér
- Karol Klobušický (1935–1994), slovenský pedagog, fyzik
- Zoe Klusáková-Svobodová (1925–2022), profesorka politické ekonomie
- Andrej Kopčaj (1943–2012), český manažer
- Sergej Kohut (* 1940), slovenský právník, soudce Ústavního soudu SR
- Gyula Krocskó (1934–2007), maďarský zoolog, člen Maďarské akademie věd
- Fedir Kuruc (1910–1992), rusínský fotbalista
- Samuel Lipschutz (1863–1905), maďarský šachista, šampion USA
- Viktor Massányi (1967–2006), maďarský operní pěvec
- Sándor Mágócsy-Dietz (1855–1945), maďarský botanik, člen Maďarské akademie věd
- Ludmila Mojžíšová (1932–1992), česká terapeutka, zabývající se léčením neplodnosti
- Josef Mráz (1922–1981), český herec
- Lili Ország (1926–1928), maďarská grafička, loutkařka, malířka
- Lajos Örvös (1923–2002), maďarský básník, překladatel, spisovatel
- Jan Pastor (1909–1981), slovenský archeolog, muzeolog
- Richard Rokyta (* 1938), český fyziolog
- Pavel Runov (* 1976), ukrajinský hráč na akordeon
- Samuel Schillinger (1903–1998), německý fotbalista, záložník, reprezentant Československa
- Ladislav Schramm (1920–1980), slovenský matematik
- Zsuzsanna Sirokay (* 1941), maďarská klavíristka
- József Szabó (* 1940), sovětský fotbalista, fotbalový trenér
- Ferenc Szemán (1934–2004), maďarský malíř, umělec
- Brigitta Szuperák (* 1980), druhá ukrajinská menšinová přímluvčí v maďarském parlamentu
- György Timkó (1881–1945), maďarský botanik, etnograf
- Gábor Ubrizsy (1919–1973), maďarský biolog, mykolog, člen Maďarské akademie věd
- Dušan Vančura (1937–2020)[59], hudebník, textař, člen skupiny Spirituál kvintet
- Karel Vaš (1916–2012), československý voják, komunistický prokurátor, agent NKVD
- Márk Vedres (1870–1961), maďarský sochař, umělec
- Lajos Vöneki (1830–1890), maďarský voják působící v Itálii a USA
- Sándor Zicherman (1935–2001), maďarský malíř, sochař, umělec
- Zdeněk Zuska (1931–1982), český a československý politik

### Další osobnosti
- Juraj Joanik Bazilovič (1742–1801), historik
- Anton Beskid (1855–1933), rusínský právník, politik a guvernér Podkarpatské Rusi v letech 1923–1933

- Jozef Bokšay (1891-1975), podkarpatský malíř

- Andrej Bródy (1895–1946), pedagog a politik, předseda první nezávislé vlády Podkarpatské Rusi v rámci druhé československé republiky.
- Adolf Ivanovič Dobriansky-Sačurov (1817–1901), rusínský národní buditel
- Alexander Duchnovič (1803–1865), rusínský národní buditel
- Vojtěch Erdélyi (1891-1955), podkarpatský malíř
- Otto Francl (1896–1950), československý generál
- Karel Klapálek (1893–1984), československý generál
- Ivan Olbracht (1882–1952), český spisovatel[60]
- Oleg Svátek (1888–1941), československý generál
- Ludvík Svoboda (1895–1979), československý prezident, voják a politik
- Augustin Vološin (1874–1945), podkarpatskoruský duchovní řeckokatolické církve, učitel, československý politik, prezident Karpatské Ukrajiny

## Partnerská města
Ve městě jsou konzuláty Maďarska, Rakouska a Slovenska. Užhorod uzavřel partnerství s následujícími městy:
- Békéscsaba, Maďarsko
- Corvallis, Oregon, USA
- Česká Lípa, Česko
- Darmstadt, Německo
- Horsens, Dánsko
- Jarosław, Polsko
- Jihlava, Česko
- Košice, Slovensko
- Krosno, Polsko
- Michalovce, Slovensko
- Moskva, Rusko
- Nyíregyháza, Maďarsko
- Orel, Rusko
- Pula, Chorvatsko
- Sárospatak, Maďarsko
- Satu Mare, Rumunsko
- Trogir, Chorvatsko

## Galerie

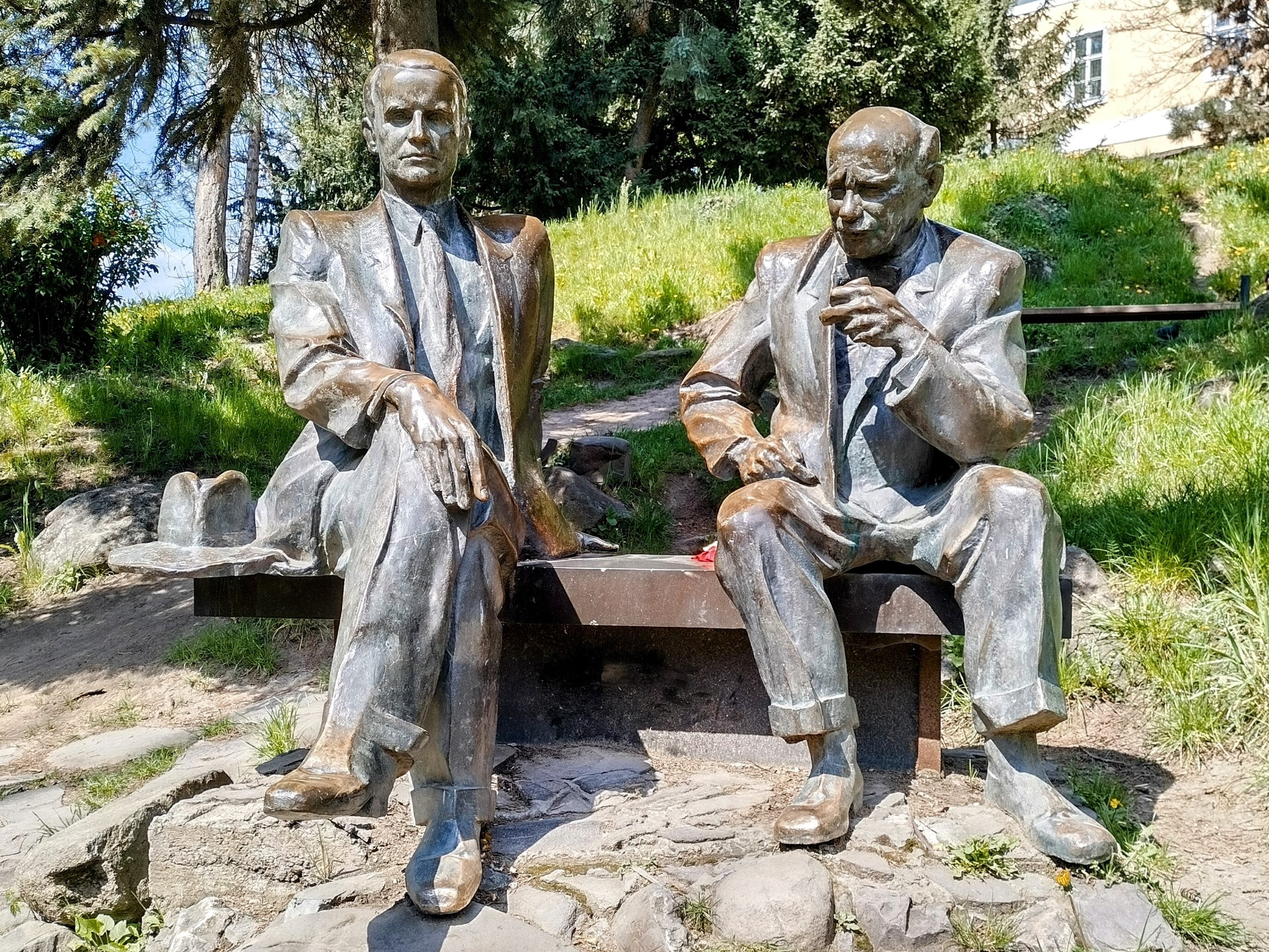
Pomník Vojtěcha Erdélyho a Jozefa Bokšaye
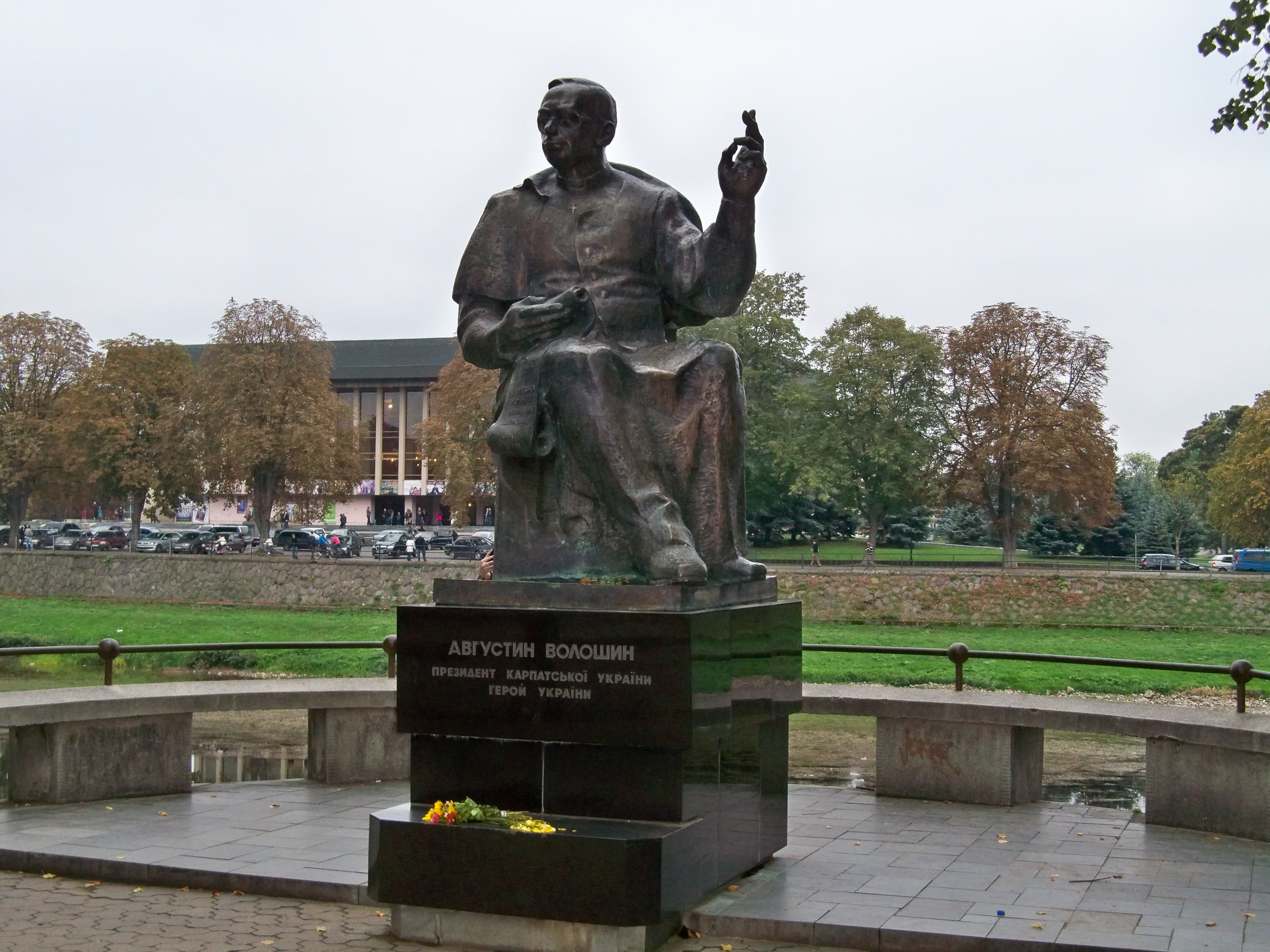
Pomník Augustina Vološina